# Bogați
Bogați est une commune roumaine située dans le județ d'Argeș.